# Cesare Terranova
Cesare Terranova (né le 15 août 1921 à Petralia Sottana et mort le 25 septembre 1979, assassiné par la mafia sicilienne à Palerme) est un magistrat et homme politique italien.

## Biographie
Cesare Terranova est diplômé en droit et commence à exercer la fonction de magistrat en Sicile. En 1969, il est procureur lors d'un procès contre le clan mafieux de Corleone qui se tient à Bari. Il fut également le chef de l'Office d'instruction du Tribunal de Palerme ainsi que, jusqu'en 1973, le procureur de la République à Marsala. En 1974, il devient célèbre dans le milieu de la lutte contre la mafia en condamnant Luciano Liggio, un des grands chefs de la mafia sicilienne, à la prison à vie.
En 1972, il est élu à la Chambre des députés et siège parmi le groupe Gauche indépendante, composés d'indépendants de gauche proches des idées du Parti communiste italien. De 1973 à 1976, il est membre de la Commission parlementaire Antimafia et s'y fait remarquer, avec d'autres députés communistes, pour avoir critiqué le rapport officiel publié par le député démocrate-chrétien Luigi Carraro, accusé de sous-évaluer les liens étroits unissant la mafia et la politique et en particulier de passer sous silence les liens forts qui unissaient directement à cette époque en Sicile certains politiciens démocrates-chrétiens et des chefs mafieux.
En juin 1979 se termine son second mandat de député. Il retourne alors à la magistrature en devenant conseiller auprès de la Cour d'Appel de Palerme.
Le 25 septembre 1979, à 8h30 du matin, une Fiat 131 arrive sous son domicile de Palerme pour l'escorter à son travail (il est sous protection judiciaire depuis quelques années). Il est alors abattu dans sa voiture avec le policier, Lenin Mancuso, qui lui servait de garde du corps. 
Sa femme, Giovanna Terranova, fonde le premier comité de femmes contre la mafia qui donne naissance à l’Association des femmes siciliennes pour la lutte contre la mafia à la suite d’une pétition lancée par des femmes, certaines engagées dans la politique, d'autres victimes de la mafia, qui se spécialise ensuite dans l’aide juridique aux veuves.